# Assassin's Creed Origins
Assassin's Creed Origins es un videojuego de acción-aventura y RPG de la saga Assassin's Creed cuya fecha de lanzamiento fue el 27 de octubre de 2017. Está disponible para las plataformas PlayStation 4, Xbox One, Stadia, Luna y PC.
Se encuentra en el puesto 16 de los videojuegos más esperados para PlayStation 4 en 2017 y en el puesto 12 de los videojuegos más esperados de todos los sistemas.
El jugador tendrá mayor libertad para poder explorar las distintas regiones. Es el mayor juego de Assassin's Creed que ha realizado la compañía, habiendo estado varios años en progreso de desarrollo, antes incluso que Assassin's Creed: Unity.
Las primeras imágenes del videojuego, tanto el gameplay, donde hay que asesinar a Medunamun, como las carátulas del videojuego y el tráiler, se sacaron a la luz el 11 de junio de 2017.
Se presentó en la Electronic Entertainment Expo 2017, celebrada desde el 13 hasta el 15 de junio de 2017, donde hizo gala de un sistema de progresión del personaje, gestión de habilidades, armas e inventario muy similar a los juegos de corte RPG, además el sistema de combate ha sido totalmente rediseñado. El entorno y los animales tendrán un gran papel e interactuarán con el jugador de una forma mucho más realista que en otras entregas de la saga.
En la Gamescom celebrada en 2017 se reveló un nuevo tráiler con la aparición de Julio César como personaje histórico.

## Jugabilidad
El videojuego no cuenta con minimapa, sino una brújula en la parte superior. Tampoco se puede correr, la velocidad se regula mediante el stick analógico. Los botones para hacer parkour también han sido modificados, seguirá el modo sigilo y el poder agacharse. El contraataque también ha sido eliminado. Los enemigos no esperarán turno para atacar, pueden atacar varios enemigos a la vez, cuyo daño dependerá de la zona donde se golpee, y será posible realizar ataques especiales y combos cuando se llene cierto medidor de poder, que dependerá del nivel de habilidad del personaje. Entre las nuevas habilidades del personaje, podrá cubrirse con escudos las flechas de los enemigos, y a su vez, usarlas como proyectiles, utilizar un águila para explorar el entorno, utilizar camellos como transporte, etc. La vista de águila seguirá presente, pero remarcará únicamente los objetos del ambiente y no los enemigos, cuyo complemento será Senu, el águila de Bayek. Habrá tesoros repartidos por el mapa y también en el fondo del agua, donde se pondrán encontrar naufragios (naves hundidas y ruinas).
El vestuario tendrá presencia en el videojuego, pero no solamente como elemento estético, sino que podrá servir para llevar mayor cantidad de recursos o incluso mejorar el desempeño de Bayek. Existirán atuendos acorde con el contexto, pero también otros anacrónicos con mayor libertad creativa. Existirán un nuevo sistema de creación donde se puede mejorar partes específicas del equipo, como la coraza, los brazaletes, bolsas y la hoja oculta.
Habrá animales salvajes como leones, cocodrilos e hipopótamos, los cuales se podrán cazar como en anteriores entregas (Assassin's Creed III, Assassin's Creed IV: Black Flag y Assassin's Creed Rogue) y usarlos en contra de los enemigos. Los animales domésticos servirán como medio de transporte, como los caballos y camellos. Habrá objetos legendarios que se podrán usar para mejorar las armas, y también se podrán usar algunas armas como la hoja oculta bajo el agua.
Volverán las tumbas de los asesinos y las mazmorras, como en Assassin's Creed II, incluso se han señalado que serán más de veinte. Habrá combates de gladiadores en la arena, y volverán los rompecabezas y acertijos. El videojuego contendrá sangre, sexo, desnudos y drogas.

### Modo multijugador
No habrá modo multijugador, pero se ha mencionado que no será completamente individual.

### Componentes RPG
Como componente RPG, el personaje podrá subir hasta el nivel 40, albergando tres árboles de habilidades: el Vidente, el Guerrero y el Cazador. Las partes del equipo del personaje podrán crearse y mejorarse.

## Trama
Este nuevo título está ambientado entre los años 49 a. C. y 44 a. C., durante los reinados de Ptolomeo XIII y Cleopatra
Bayek es el último Medjay, nombre dado a unos guerreros cuyo deber es proteger al faraón, sin embargo, Bayek abandona este deber cuanto descubre que el faraón Ptolomeo XIII es el títere de una oscura y malvada organización llamada "La Orden de Los Antiguos" que busca controlar el mundo mediante la tiranía, pues su filosofía dicta que los humanos son peligrosos y destructivos si se les deja actuar libremente, para imponerse sobre el mundo y controlar las mentes de la población buscan unos poderosos artefactos que fueron dejados por una antigua civilización avanzada a quienes ellos llaman los Antiguos, de ahí su nombre, y derraman toda la sangre que sea necesaria para conseguirlos, esta orden es la responsable directa del asesinato de Khemu, el hijo de Bayek, mientras buscaban uno de estos artefactos.
Bayek y su esposa Aya emprenden un viaje por todo Egipto para matar a todos los miembros de la Orden, que ocupan puestos de poder como consejeros del faraón y sacerdotes, entre otros.
Cleopatra aparece poco después del principio del juego y se presenta como una aliada, que es consciente de la existencia de la Orden e incluso ayuda a Bayek dándole información sobre las posibles ubicaciones de los miembros.
Conforme va asesinándolos, Bayek descubre cada vez más sobre los objetivos de la orden, y al final descubre que uno de los miembros de más alto rango, el romano Flavio, fue el que mató a su hijo. Además, también descubre que Julio César es el Sabio (el rango más alto) de la rama romana-egipcia de la Orden.
Aya va a Roma y mata a Septimio, un miembro de la orden que participó en la batalla del Nilo, después participa en el asesinato de Julio César, siendo ella la primera en apuñalarlo.
Tras todo esto, Aya descubre que Cleopatra es también parte de la Orden y la asesina utilizando una serpiente, aunque esto no se ve en el juego, sino que se explica en Assassin's Creed 2.
Una de las últimas escenas del juego principal muestra a Bayek y Aya sentados en la playa, hablando de todo lo que ha pasado y de cómo debería haber alguien que frustre los planes de todos los tiranos en el futuro. Es entonces cuando llegan a la conclusión de que, aunque ellos acabarán muriendo como las demás personas, pueden dejar un legado y sobre todo unas ideas, porque las ideas nunca mueren. Estas ideas son el libre albedrío y la inexistencia de una verdad absoluta, en ese momento se fundan "Los Ocultos". Bayek y Aya creen que verse de nuevo entorpecería su nueva labor, por lo que prometen ir por caminos separados por el resto de su vida, Bayek tira a la arena el amuleto que llevó durante todo el juego, un cráneo de águila, y al levantarlo, ve que ha formado en la arena el símbolo que se convertiría más tarde en el que identificaría a los Ocultos, y siglos después, a la Hermandad de los Asesinos.

## Personajes
- Bayek - protagonista principal,[1] uno de los fundadores de la Orden de los Asesinos, de mediana edad, y es el último de los medjay, una línea de guerreros que sirvieron en el Antiguo Imperio y que tenían como símbolo el Ojo de Horus.[11]
- Cleopatra VII es la reina de Egipto, y se presentó en la feria de la Gamescom de 2017 junto al dictador Julio César y al faraón Ptolomeo XIII. Clara Lago le pone la voz a este personaje.[13]
- Senu es una aquila fasciata[14] que podrá usar su poder de reconocimiento en las misiones de Bayek.[15]
- Julio César Cónsul y Dictador romano, antagonista principal del juego.[13] El personaje está doblado por Juan Antonio Arroyo, que es la voz habitual de Rainn Wilson, Kevin Dillon o Floki en Vikingos.[16]
- Flavio Metello es un oficial romano patriota.
- Ptolomeo XIII es un faraón corrupto.[13]
- Aya nació en Alejandría, se mudó a Siwa, conoció a Bayek y se casó con él. Tiene ascendencia griega y persa.[17]
- Layla Hassan es una ingeniera de Industrias Abstergo en el presente.

- William Miles es el líder de los Asesinos de los tiempos modernos, una organización terrorista que lucha con sus rivales ideológicos los Templarios.

- Deanna Geary es una científica socia de Layla, que al final es asesinada por Sigma.

- Sophia Rikkin es una científica hija de su CEO Alan Rikkin.

- Simon Hathaway un cazatesoros, ex-profesor y templario tradicionalista actual responsable de la subdivisión de Historia de Abstergo, es el jefe de Layla.

- Isabelle Ardant como la antigua jefa de Historia de Abstergo que fue asesinada por el Asesino Shaun Hastings, las autoridades creen que fue una electrocución del cableado del Palacio de Buckingham.

- Juhani Otso Berg es un cazador de Asesinos profesional comandante del Equipo Sigma.

## Ediciones
Assassin's Creed Origins constará de cuatro ediciones: la edición estándar, a precio de 59,99€, la edición Deluxe, a precio de 69,99€, la Gold Edition, a 99,99€, y la God Edition, a 109,99€. Esta última incluirá contenido de la edición Deluxe, el Pase de temporada y una caja metálica para el mismo. También cuenta con 2 ediciones más, que son: "Dawn of the Creed", a un precio de 149,99€, que contiene todo lo de la Gold Edition, más una figura de Bayek y Senu de 39 cm de altura; y la Edición "Dawn of the Creed - Legendary", a un precio de 799,99€, pero que en esta, la figura de Bayek y Senu es de 73 cm de alto.

## Inspiraciones
Se espera que el juego tenga una cuidada navegación en barcos y combate naval debido a que el estudio que desarrolla Origins es el mismo que la entrega Assassin's Creed IV: Black Flag. También se ha evidenciado cierta inspiración en The Witcher 3: Wild Hunt en lo referente al cuidado de las misiones secundarias y su forma de afrontarlas o realizar investigaciones en el escenario. Además Origins ha sido mostrando como una renovación completa del combate de la saga para hacerlo más libre y desafiante, y para esto se han tomado algunos detalles del sistema de lucha presente en los juegos tipo Souls, por ejemplo, la disposición y tipo de controles, o la necesidad de observar más cautelosamente rodeando al enemigo para ser más efectivo en la lucha.
El tamaño del mapa, según comentarios oficiales, tiene una extensión similar al del mapa de Assassin's Creed IV: Black Flag aunque, a diferencia de este, el mundo de Origins será en su mayoría tierra firme. Ubisoft también ha declarado que la recreación del Egipto antiguo es lo más exacta posible por lo cual en el mapa de Assasin's Creed Origins estarán presentes todas sus puntos y locaciones emblemáticas, como por ejemplo, la Biblioteca de Alejandría o la Antigua Ciudad de Memphis.

## Banda sonora
La música del juego está compuesta por Sarah Schachner, que previamente trabajó en Assassin's Creed IV: Black Flag y Assassin's Creed: Unity.